# Дай (держава)
Дай — давньокитайська держава, що заснована сяньбійським кланом Тоба в епоху шістнадцяти королівств. Існувала у 310—376 роках. Столицею держави було місто Шенле (盛樂) (знаходилося на території сучасного округу Горінгер міста Хух-Хото в провінції Внутрішня Монголія).
Назва «Дай» виникла, коли Тоба Їлу у 310 році був призначений герцогом Дай (代 公) в державі Цзінь в нагороду за допомогу Лю Куню (劉琨) у боротьбі проти хунської держави Рання Чжао . Пізніше герцогство переросло князівства. Дай був завойований у 376 році державою Рання Цінь, а його нащадки у IV столітті заснували династію Північна Вей.

## Вожді
Вожді клану Тоба. У 315—377 роках мали титул князів Дай .
| Посмертна ім'я | Особисте ім'я        | Період правління   | Інші імена               |
| -------------- | -------------------- | ------------------ | ------------------------ |
| Шеньюань       | Тоба Лівей           | 219–277            | Храмове ім'я: Шизу 始祖  |
| Чжан           | Тоба Сілу            | 277–286            |                          |
| Пін            | Тоба Чуо             | 286–293            |                          |
| Сі             | Тоба Фу              | 293–294            |                          |
| Чжао           | Тоба Лугуань         | 294–307            |                          |
| Гуань          | Тоба Їтуо            | 295–305            |                          |
| Му             | Тоба Їлу             | 295–316            |                          |
| -              | Тоба Пугень          | 316                |                          |
| -              | Тоба (ім'я невідоме) | 316                |                          |
| Пінвень        | Тоба Юлю             | 316–321            |                          |
| Гуй            | Тоба Геру            | 321–325            |                          |
| Ян             | Тоба Гена            | 325–329 та 335—337 |                          |
| Лі             | Тоба Їгуай           | 329–335 та 337—338 |                          |
| Чжаочен        | Тоба Шиїцзянь        | 338–377            | Назва епохи: Цзянгу 建國 |